# بنك الأعمال البريطاني
بنك الأعمال البريطاني هو بنك تنمية اقتصادية مملوك للدولة أسسته حكومة المملكة المتحدة. هدف البنك هو زيادة عرض الائتمان للمؤسسات الصغيرة والمتوسطة بالإضافة إلى تقديم خدمات المشورة التجارية لها. هو كيان يعمل بشكل منظم كشركة عمومية محدودة ومملوكة من قبل وزارة الأعمال والتجارة المعروفة سابقًا باسم وزارة الأعمال والابتكار والمهارات. يقع المقر الرئيسي للبنك في مدينة شيفيلد.

## روابط خارجية
- الموقع الرسمي